# 바이로이트 축제

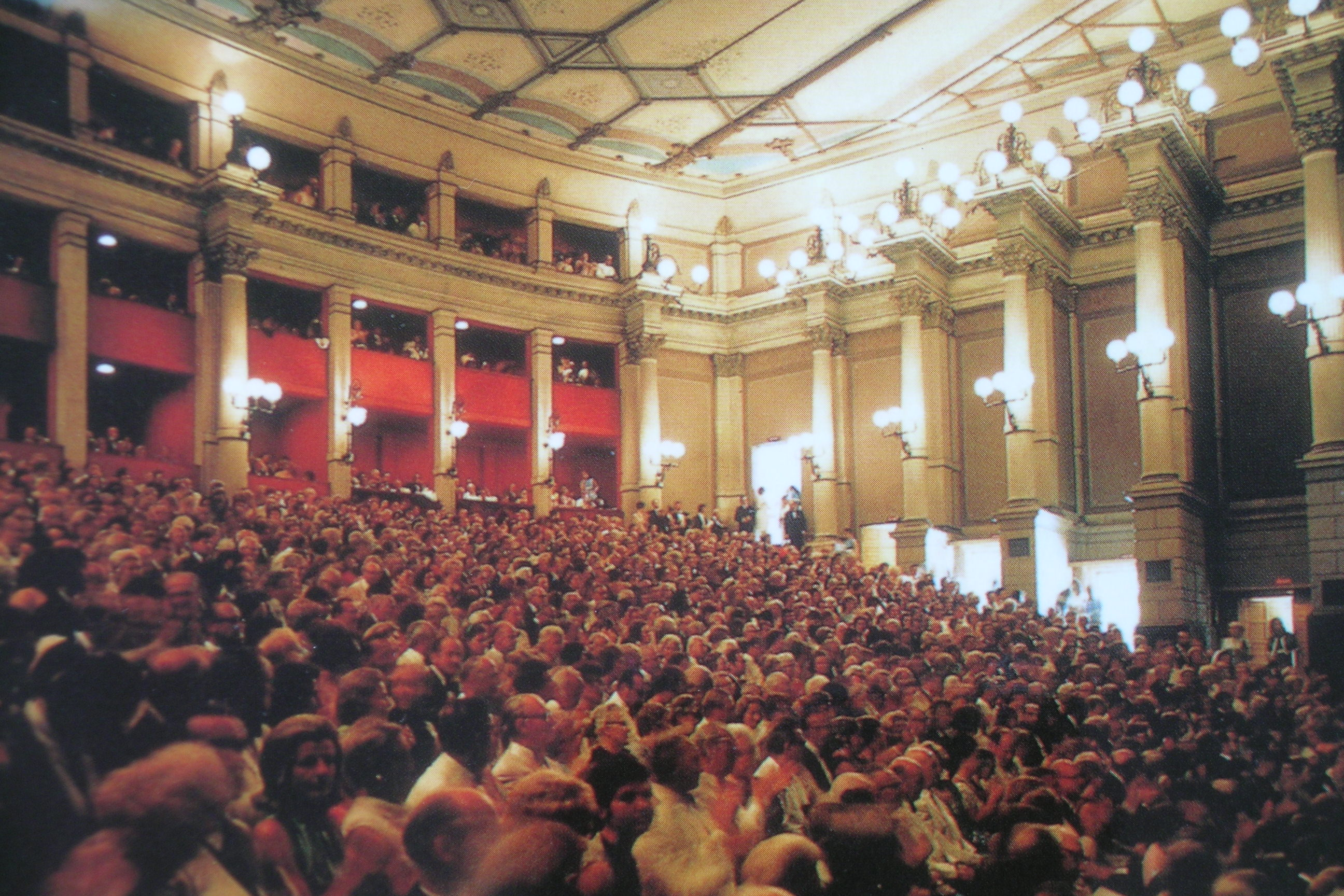
바이로이트 축제 극장 내부

바이로이트 축제(독일어: Bayreuther Festspiele)는 독일 바이로이트에서 매년 열리는 음악 축제이다. 축제에서는 19세기의 독일 작곡가 리하르트 바그너의 오페라 공연이 상연된다. 바그너 본인이 자신의 작품들, 특히 그의 기념비적인 연작인 니벨룽의 반지와 파르지팔을 공개하기 위해 축제를 구상하고 실행에 옮겼다.
공연은 특별히 설계된 극장인 바이로이트 축제 극장에서 이루어진다. 바그너 본인이 직접 극장의 설계와 건설을 감독하였으며, 이 극장에는 작품 상연에 대한 작곡가의 특별한 관점뿐 아니라 대규모 편성의 오케스트라를 수용하기 위한 많은 건축적 혁신들이 적용되었다.
바이로이트 축제는 매년 여름 7월 하순쯤부터 8월 말까지 니벨룽의 반지와 파르지팔을 비롯한 다른 두 작품을 5~6회가량 공연한다. 바그너의 본무대라는 권위도 있고 또 실제로 매년 새로운 연출을 선보이면서 언제나 최고실력의 예술가들을 동원하여 의미있는 공연을 하기 때문에 관객들도 진지하고 심각하게 감상한다. 그래서 열성 바그너 팬이 아니라고 해도 음악을 좋아하는 사람이라면 누구나 한번쯤 가서 보고 싶어한다. 다만 이 때문에 관람권을 구하는 일이 쉽지는 않다.
바이로이트 축제에서는 바그너의 유언에 따라 방황하는 네덜란드인(Der Fliegnde Holländer)에서 파르지팔에 이르는 열 작품만 공연한다. 그러다 보니 초기작 요정(Die Feen), 사랑의 금지(Das Liebesverbot), 리엔치는 일반 사람들의 관심에서 사라졌다. 그러나 바그너 자신이 무시했다고 해서 초기작이 모두 형편없는 습작이라는 판단은 오판이다. 바그너가 이런 작품들을 무시한 이유는 ‘음악극’이라는 자신의 독특한 개성이 생기기 전에 만든 이탈리아 스타일의 오페라였기 때문이다.

## 기원
축제의 기원은 리하르트 바그너 자신의 경제적 독립에 대한 관심 때문이었다. 그는 처음에 축제의 개최지로 뮌헨을 고려하였으나 후원자인 루트비히 2세와의 관계 악화로 인해 뮌헨을 떠나게 되었다. 그는 다음 장소로 오페라 뉘른베르크의 명가수(Die Meistersinger von Nürnberg)와 관련된 뉘른베르크를 생각하였으나, 한스 리히터의 조언으로 세 가지 이점이 있다는 점에서 바이로이트에 집중하게 된다.
먼저, 바이로이트는 프리드리히 후작과 그의 부인을 위해 지어진 오페라하우스(Markgräfliches Opernhaus)로 인하여 화려한 경관을 자랑하고 있었다. 오페라하우스의 충분한 수용력과 좋은 음향시설로 인해 오페라하우스는 바그너의 계획에 적합한 장소였다. 두 번째로, 바이로이트는 바그너가 상연권을 박탈당한 지역 범위의 밖에 있었다. 그는 경제적 문제를 해결하기 위해 1894년 이 권리를 팔아버린 상태였다. 마지막으로 바이로이트는 바그너의 음악적 영향력에서 경쟁자가 없는 곳이었다.
축제는 일단 시작되기만 한다면 바이로이트의 가장 중요한 문화행사가 될 것이었다. 1870년 4월에 바그너와 그의 아내 코지마(Cosima)는 바이로이트를 방문해 오페라하우스를 조사했으나, 축제에는 적합하지 않은 것으로 판명되었다. 오페라하우스는 18세기의 바로크 오케스트라의 연주를 위해 지어졌기 때문에 바그너의 오페라에 필요한 복잡한 무대연출과 대규모의 오케스트라를 수용하기에 부적절했다. 그럼에도 불구하고 바이로이트 시장은 새로운 극장을 건축함으로써 바그너를 도왔고, 축제는 1873년에 개최하기로 예정되었다. 1871년 봄, 바그너는 지원금을 확보하기 위해 독일의 수상이었던 비스마르크를 만나지만 거절당한다. 바그너는 라이프치히와 프랑크푸르트 등의 독일 도시들을 돌아다니며 기금을 조성한다.
처음 공공 모금은 기대 이하였고, 바그너는 친구이자 그의 흠모자인 에밀 헤켈(Emil Heckel)의 조언으로 축제의 기금을 모으기 위해 바그너 모임(Wagner Societies)을 만든다. 모임은 라이프치히, 베를린, 빈 등의 다른 도시에서도 구성되었다.
새로운 독일 제국의 작곡가라는 바그너에 대한 직접적인 홍보에도 불구하고 바그너 모임과 다른 기금 경로를 통한 모금액은 1872년 말까지 기준치에 이르지 못한다. 바그너는 1873년에 재차 비스마르크에게 호소했지만, 다시 거절당한다.
절박해진 바그너는 예전 후원자였던 루트비히 2세에게 기금을 부탁하고, 그는 마지못해 바그너를 돕게 된다. 1874년 1월, 루트비히는 십만 탈러(Thaler)를 주고 극장의 건축을 돕는다. 오페라 극장은 독일의 건축가 고트프리드 젬퍼(Gottfried Semper)에 의해 설계된다. 축제는 1875년에 처음 시작될 계획이었으나, 건축을 비롯한 기타 지연으로 인해 1년 미루어진다.

## 초기 역사
1876년 처음 개최된 이래로 바이로이트 축제는 하나의 사회문화적 현상으로 자리 잡아왔다. 첫 축제는 1876년 8월 13일에 열렸으며, 바그너의 4부작 니벨룽의 반지의 첫 번째 오페라인 '라인의 황금'을 공연하였다. 이런 유일무이한 음악 축제는 빌헬름 황제, 브라질의 돔 페드로 황제, (빌헬름 황제를 피하고자 비밀리에 참석한) 바이에른의 루트비히 왕에 의해 가능했다. 또한, 친구였던 바그너를 돕기 위해 헌신했던 프리드리히 니체를 비롯한 귀족들, 그리고 안톤 브루크너, 에드바르 그리그, 표트르 차이콥스키, 프란츠 리스트와 아서 풋과 같은 능력 있는 작곡가들이 축제를 구성하였다.
축제는 예술적으로 성공했다. 그러나 재정적으로 축제는 첫 개최 이후 수년이 지나기까지 적자를 냈다. 이 때문에 바그너는 다음 해에 바로 두 번째 축제를 여는 기존의 계획을 버리고, 적자를 만회하기 위해 런던에서 일련의 콘서트를 열었다. 비록 축제는 초기에 재정적 문제로 골치를 앓았지만, 국가의 도움과 루트비히 2세를 포함한 영향력 있는 바그너리안들의 지속적인 지원을 통해 살아남을 수 있었다.
바이로이트 축제는 시작부터 당시의 가장 망명 높은 작곡가와 가수들에게 매력적이었으며, 그들 중 다수는 보수 없이도 공연에 참여했다. 그중에 하나는 한스 리히터(Hans Richter)로, 그는 1876년 니벨룽의 반지를 초연을 지휘했다. 또 다른 사람으로는 재능 있는 지휘자인 헤르만 레비(Hermann Levi)인데, 그는 바그너에 의해 개인적으로 선택된 사람으로 젊은 잉글버트 훔퍼딩크의 도움을 받아 파르지팔을 초연을 지휘했다.
바그너의 죽음 이후 바이로이트 축제도 더 이상 열리지 않게 될 위기에 처했다. 그러나 남편의 죽음으로 한동안 실의에 빠져 있던 코지마가 남편의 음악적 이상을 이어나가야 한다는 사명으로 1886년 다시 재개했다. 이후 코지마에 의해, 축제는 1년 또는 2년 간격으로 계속 운영되었다. 그녀는 바그너가 작곡한 마지막 열 개의 오페라인 바이로이트 캐논을 차례로 무대에 올렸다. 유대인 랍비의 아들로 바그너에 의해 직접 파르지팔의 지휘자로 선택되었던 헤르만 레비는 이후 20년 동안 축제의 주된 지휘자로 남아있었다. 1876년부터 1901년까지 축제에 계속 속해있던 펠릭스 모틀(Felix Mottl)은 1886년 바그너 사후 최초로 바이로이트 축제가 재개될 때 트리스탄과 이졸데를 지휘했다. 1920년대 이후로 공연은, 루트비히 왕의 후원하에 설립된 전통에 엄격히 부합하게 되었다. 수많은 악보에서 음표 하나조차 바뀌지 않았고, 관중들 역시 이 부분에서 한 치의 양보도 보이지 않았다. 코지마 바그너는 자신의 모든 기억을 되살려 파르지팔과 니벨룽의 반지를 바그너가 했던 그대로 재현하려 노력했으며 어떠한 새로운 시도나 타협도 용납하지 않으려 했다.
1906년 코지마의 은퇴 이후로, 아들인 지크프리트 바그너는 축제의 경영권을 인수하였고, 새로운 무대와 공연 방법을 도입하였다. 지크프리트 바그너가 1930년에 세상을 떠나면서 축제는 영국 출신이었던 그의 부인, 비니프레트 바그너(Winifred Wagner)와 그녀가 지명한 예술 감독인 하인츠 티쳰(Heinz Tietjen)의 손으로 넘겨졌다.

## 나치 독일 치하
나치당의 부상 이전이었던 1920년대, 비니프레트 바그너는 아돌프 히틀러의 강력한 지지자이자 개인적으로 가까운 친구가 되었다. 그녀를 비롯한 몇몇 축제 지도자들은 “퇴폐적”인 예술가들에 의한 현대 음악과 예술 작품들을 적극적으로 억압했다. 바이로이트 축제는 나치 독일 치하에 어느 정도의 예술적 독립성을 유지했다. 역설적이게도, 히틀러는 유대인과 외국인 가수들을 포함한 공연들에 참석했으나, 이후 이들은 독일 전역의 공연장으로부터 추방당했다. 위니프레드의 히틀러에 대한 영향력은 강력해서, 심지어 히틀러가 반(反)파시스트인 이탈리아 지휘자인 아르투로 토스카니니에게 축제를 이끌어달라고 애원하는 편지를 쓰게 하기도 했다. 토스카니니는 거절했고, 1933년부터 1942년까지 축제는 주로 칼 엘멘도르프에 의해 주도되었다.
바이로이트 축제가 리하르트 바그너에 의해 만들어진 19세기의 전통을 버리고 첫 변화를 시도한 것도 나치 독일 치하였다. 토스카니와 리하르트 슈트라우스와 같은 유명한 작곡가들을 포함한 많은 사람들, 심지어는 바그너 가문의 일부 구성원들조차 이에 반대하였다. 그들의 관점에서 축제에 대한 모든 변화는 “거장(바그너)”에 대한 신성 모독이나 다름없었다. 그럼에도 불구하고, 히틀러는 이러한 변화들을 용인했으며 이후 수십 년 간 더 많은 혁신들이 이루어졌다.
전쟁 동안 축제는 나치당에 넘겨져 최전선에서 돌아온 상이군인들을 위한 오페라를 후원하기 시작했다. 이 군인들은 공연 전에 바그너에 대한 강연에 의무적으로 참석해야 했으며, 이들 중 대부분은 축제를 지루해했다. 그럼에도 불구하고 “총통(히틀러)의 손님들”로서 이에 불평한 사람은 아무도 없었다.

### 바이로이트 기념비

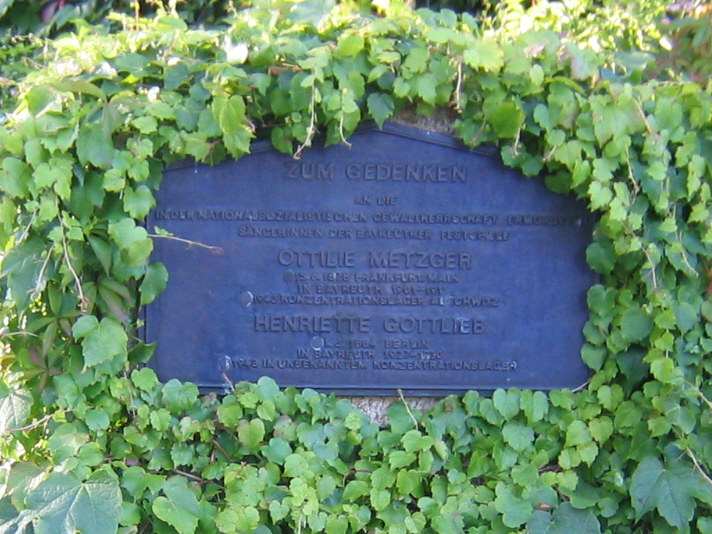
바이로이트 축제 공원의 유대인 가수들을 위한 기념비

1970년대, 위니프레드 바그너는 강제수용소에서 살해당한 유대인 가수들을 위한 기념비를 건립할 것을 반복적으로 청원하였다. 결국 위니프레드 사후, 오틸리에 메츠거-레터만과 헨리에트 고틀리브를 기리는 명판이 설립되었다.

## 신(新) 바이로이트
제2차 세계 대전의 막바지에 이루어진 연합군의 폭격에 의해 바이로이트의 3분의 2가 파괴되었음에도 불구하고 극장 자체에는 손상이 가해지지 않았다. 전쟁 이후, 비니프레트 바그너는 전범 재판소에 의해 나치당에 부역한 혐의로 근신 처분을 받았고 바이로이트 축제와 그 유산을 관리하는 것도 금지되었다. 축제에 대한 권한은 그녀의 두 아들인 빌란트(Wieland)와 볼프강(Wolfgang) 바그너 형제에게 위임되었다.
2차 대전 이후 미국의 점령 기간 동안 극장은 미군을 위한 오락과 종교 의식을 위해 사용되었다. 1946년 극장이 바이로이트에 반환되었을 때에는 바이로이트 교향악단의 콘서트나 피델리오, 나비 부인, 라 트라비아타처럼 다른 오페라들을 위해 사용되었으며 바이로이트 축제의 재개최에 대한 논의가 시작되었다. 마침내 축제는 1951년 7월 29일, 바이로이트 교향악단이 연주하는 베토벤의 9번 교향곡 연주와 함께 재개되었으며, 반지 사이클과 파르지팔의 상연이 이어졌다.
1951년 재개된 바이로이트 축제에서 빌란트 바그너는 급진적인 연출을 선보여 센세이션을 불러일으켰는데 이를 "신(新) 바이로이트" 양식이라 부른다. 과거의 정교한 자연주의적인 무대를 현대 미니멀리즘의 무대로 대체하는 등의 변화는 혁신적이었다. 축제 사상 처음으로 관객들이 작품 마지막에 야유를 보내기도 했으며, 보수적인 관객들은 이러한 “신성한 독일 전통”의 파괴에 격노하기도 했다. 그러나 많은 비평가들은 리하르트 바그너의 작품에 대한 빌란트의 재해석이 지닌 독창적인 미를 인정하였고 시간이 지나면서 청중들도 이를 받아들이게 되었다.
초기에 빌란트가 연출을, 볼프강이 행정을 담당했으나, 이후 동생 볼프강도 직접 연출을 하기 시작했다. 빌란트와 볼프강 바그너 형제 연출 방식은 자주 비교의 대상이 되었다. 빌란트의 제작이 혁신적이었다면 볼프강의 연출은 다소 보수적이었다. 볼프강은 기본적으로 미니멀리즘적인 접근을 취했지만, 전쟁 이전의 자연주의적이고 낭만주의적인 요소들 대부분을 되살렸다. 볼프강의 연출에 대한 평가는 전반적으로 형인 빌란트에 비해서 한수 아래로 여겨졌다. 빌란트가 1966년 폐암으로 요절했을 때, 많은 이들은 바이로이트 축제의 미래에 대해 우려하기도 하였다.
빌란트 사후 혼자 축제의 운영을 책임지게 된 볼프강 바그너는 외부의 유명 연출가들을 영입하여 새로운 전기를 마련했다.
1973년, 격한 비판과 가문 내 분쟁으로 인해 바이로이트 축제와 그 유산들은 새로 만들어진 리하르트 바그너 재단에 이전되었다. 이사회는 바그너 가문의 구성원들과 국가에 의해 지명된 다른 사람들로 이루어졌으며, 의장으로서 볼프강 바그너는 계속해서 축제의 관리를 맡게 됐다.

## 21세기
2008년 8월 말, 볼프강 바그너의 은퇴 이후 축제의 운영이 불투명해졌다. 2001년, 축제 이사회의 구성원 21명이 모여, 그의 딸인 이바 바그너-파스키에(Eva Wagner-Pasquier)가 그를 계승하도록 투표했다. 그러나, 볼프강 바그너는 그의 두 번째 아내인 구드런(Gudrun)과 그 사이에서 난 딸인 카타리나(Katharina)에게 전권을 위임하는 것을 제안했다. 구드런은 2007년에 죽었으며, 당시 후계자가 지명되지 않았으나 결국 바그너-파스키에와 카타리나가 공동 책임자로 지명될 것으로 추측했다.
2008년 9월 1일, 볼프강 바그너의 딸들인 이바 바그너-파스키에와 카타리나 바그너는 바이에른(Bavaria)의 문화부 장관인 토마스 고펠에 의해 축제를 맡도록 지명되었다. 아버지인 볼프강 바그너가 2008년 축제의 마지막에 은퇴를 선언한 탓에 그들은 즉시 주어진 의무를 받아들였다.

## 주요 상연 작품 설명

### 니벨룽의 반지
니벨룽의 반지(Der Ring des Nibelungen)는 독일의 작곡가 리하르트 바그너가 작곡한 4개의 서사 악극의 모임이다. 이 오페라들은 고대 노르웨이와 아이슬란드의 전설집인 사가(saga) 및 중세 독일의 영웅 서사시 니벨룽의 노래에 기초하여 대폭 창작되었다. 이들을 대개 ‘반지 사이클’ 또는 ‘바그너의 반지’, 또는 간단히 ‘반지’라고 부른다.
바이로이트 축제에서 상연되는 니벨룽의 반지는 매 5년에서 7년마다 한 해의 공백기를 갖고 새롭게 제작된다. 이 작품이 상연되는 해 동안에는 다른 세 개의 작품이 함께 무대에 오르는 한편, 니벨룽의 반지가 오르지 않는 해에는 다른 다섯 개의 오페라가 상연된다. 이 작품의 관람권은 보통 네 번의 공연을 묶어 판매된다.
프랭크 카스토르프(Frank Castorf)에 의해 가장 최근에 제작된 니벨룽의 반지는 2013년에 첫 상연을 가졌으며, 관객들에게 큰 불만을 산 바 있다.

### 뉘른베르크의 명가수
뉘른베르크의 명가수들 또는 뉘른베르크의 마이스터징어들(독일어: Die Meistersinger von Nürnberg)은 리하르트 바그너가 작곡하고 대본을 작성한 3막의 오페라이다. 1868년 6월 21일 뮌헨의 궁정 오페라에서 한스 폰 뷜로의 지휘로 초연되었다.
바그너의 대부분의 오페라가 비극이지만, 뉘른베르크의 명가수는 희극에 가까우며, 내용도 환타지가 아니고 구체적인 시대와 공간을 갖는 작품이다. 연주시간은 적어도 4시간 30분 이상이 걸리는, 단일 작품으로는 가장 긴 작품이다.
줄거리는 16세기 중반 뉘른베르크에서 일어났던 이야기를 다룬다. 그 당시 뉘른베르크는 자유 도시로 북유럽 르네상스의 중심지 중 하나였다. 마이스터징어는 수공업에 종사하는 장인들로서 예술을 사랑하고 노래를 전통적인 형식으로 계승하던 사람들이었다. 기사 슈톨칭이 에바와 사랑에 빠지는데, 에바의 아버지 포그너는 다음날인 성 요한 축일에 열리는 마이스터징어 노래대회 우승자에게 전 재산과 딸인 에바를 주기로 했다. 슈톨칭은 사랑하는 에바를 얻기 위해 고군분투한다는 내용이다.
음악과 예술을 수호한다는 것과 더불어 (독일) 민중에게 공감한다는 내용은 비스마르크 제국과 바이마르 공국, 히틀러 치하에서 정치 선전용으로 남용되기도 했다.

### 리엔치
리엔치(Rienzi, der Letzte der Tribunen)는 리하르트 바그너의 초기 오페라이다. 총 5막이며, 같은 이름의 소설을 토대로 바그너가 직접 리브레토를 썼다. 1838년에서 1840년 사이에 쓰여졌으며, 1842년 10월 20일 드레스덴에서 초연했다. 배경은 중세 로마이며, 콜라 디 리엔치의 이야기를 다루고 있다.

### 파르지팔
파르지팔(독일어: Parsifal)는 리하르트 바그너가 작곡하고 대본을 작성한 독일어 오페라이다. 볼프람 폰 에셴바흐의 파르치팔(Parzival)을 기초로 대본을 작성하였다. 1882년 7월 26일 바이로이트에서 헤르만 레비의 지휘로 초연되었다.

## 공연 목록
| 연도          | 작품                | 감독               |
| ------------- | ------------------- | ------------------ |
| 1876          | 니벨룽의 반지       | 리하르트 바그너    |
| 1882 (– 1933) | 파르지팔            | 리하르트 바그너    |
| 1886 (– 1906) | 트리스탄과 이졸데   |                    |
| 1888 (– 1899) | 뉘른베르크의 명가수 |                    |
| 1891 (– 1904) | 탄호이저            |                    |
| 1894 (– 1909) | 로엔그린            |                    |
| 1896 (– 1931) | 니벨룽의 반지       |                    |
| 1901 (– 1902) | 방황하는 네덜란드인 | 지크프리트 바그너  |
| 1911 (– 1925) | 뉘른베르크의 명가수 | 지크프리트 바그너  |
| 1914          | 방황하는 네덜란드인 | 지크프리트 바그너  |
| 1927 (– 1931) | 트리스탄과 이졸데   | 지크프리트 바그너  |
| 1930 (– 1931) | 탄호이저            | 지크프리트 바그너  |
| 1933 (– 1934) | 뉘른베르크의 명가수 |                    |
| 1933 (– 1942) | 니벨룽의 반지       |                    |
| 1934 (– 1936) | 파르지팔            |                    |
| 1936 (– 1937) | 로엔그린            |                    |
| 1937 (– 1939) | 파르지팔            |                    |
| 1938 (– 1939) | 트리스탄과 이졸데   |                    |
| 1939 (– 1942) | 방황하는 네덜란드인 |                    |
| 1943 (– 1944) | 뉘른베르크의 명가수 |                    |
| 1951 (– 1973) | 파르지팔            | 빌란트 바그너      |
| 1951 (– 1952) | 뉘른베르크의 명가수 | 루돌프 오토 하트만 |
| 1951 (– 1958) | 니벨룽의 반지       | 빌란트 바그너      |
| 1952 (– 1953) | 트리스탄과 이졸데   | 빌란트 바그너      |
| 1953 (– 1954) | 로엔그린            | 볼프강 바그너      |
| 1954 (– 1955) | 탄호이저            | 빌란트 바그너      |
| 1955 (– 1956) | 방황하는 네덜란드인 | 볼프강 바그너      |
| 1956 (– 1960) | 뉘른베르크의 명가수 | 빌란트 바그너      |
| 1957 (– 1959) | 트리스탄과 이졸데   | 볼프강 바그너      |
| 1958 (– 1962) | 로엔그린            | 빌란트 바그너      |
| 1959 (– 1965) | 방황하는 네덜란드인 | 빌란트 바그너      |
| 1960 (– 1964) | 니벨룽의 반지       | 볼프강 바그너      |
| 1961 (– 1967) | 탄호이저            | 빌란트 바그너      |
| 1962 (– 1970) | 트리스탄과 이졸데   | 빌란트 바그너      |
| 1963 (– 1964) | 뉘른베르크의 명가수 | 빌란트 바그너      |
| 1965 (– 1968) | 니벨룽의 반지       | 빌란트 바그너      |
| 1967 (– 1972) | 로엔그린            | 볼프강 바그너      |
| 1968 (– 1975) | 뉘른베르크의 명가수 | 볼프강 바그너      |
| 1969 (– 1971) | 방황하는 네덜란드인 |                    |
| 1970 (– 1975) | 니벨룽의 반지       | 볼프강 바그너      |
| 1972 (– 1978) | 탄호이저            | 괴츠 프리드리히    |
| 1974 (– 1977) | 트리스탄과 이졸데   |                    |
| 1975 (– 1981) | 파르지팔            | 볼프강 바그너      |
| 1976 (– 1980) | 니벨룽의 반지       |                    |
| 1978 (– 1985) | 방황하는 네덜란드인 |                    |
| 1979 (– 1982) | 로엔그린            | 괴츠 프리드리히    |
| 1981 (– 1987) | 트리스탄과 이졸데   |                    |
| 1981 (– 1988) | 뉘른베르크의 명가수 | 볼프강 바그너      |
| 1982 (– 1988) | 파르지팔            | 괴츠 프리드리히    |
| 1983 (– 1986) | 니벨룽의 반지       | 피터 홀            |
| 1985 (– 1995) | 탄호이저            | 볼프강 바그너      |
| 1987 (– 1993) | 로엔그린            | 베르너 헤어초크    |
| 1988 (– 1992) | 니벨룽의 반지       |                    |
| 1989 (– 2001) | 파르지팔            | 볼프강 바그너      |
| 1990 (– 1999) | 방황하는 네덜란드인 | 디터 돈            |
| 1993 (– 1999) | 트리스탄과 이졸데   | 하이네 뮬러        |
| 1994 (– 1999) | 니벨룽의 반지       | 알프레도 메시나    |
| 1996 (– 2002) | 뉘른베르크의 명가수 | 볼프강 바그너      |
| 1999 (– 2005) | 로엔그린            | 케이트 바르나      |
| 2000 (– 2004) | 니벨룽의 반지       |                    |
| 2002 (– 2005) | 탄호이저            | 필립스 아라우      |
| 2003 (– ?)    | 방황하는 네덜란드인 |                    |
| 2004 (– ?)    | 파르지팔            |                    |
| 2005 (– ?)    | 트리스탄과 이졸데   |                    |
| 2006 (– ?)    | 니벨룽의 반지       |                    |
| 2007 (– ?)    | 뉘른베르크의 명가수 | 카타리나 바그너    |